# Tordenskjolds soldater (udtryk)
|  | Flytteforslag Denne side er foreslået flyttet til Tordenskjolds soldater. Klik her for at se flytteforslaget. Begrundelse: hovedbetydning |

 For alternative betydninger, se Tordenskjolds soldater. (Se også artikler, som begynder med Tordenskjolds soldater)
Tordenskjolds soldater er et udtryk som oprindelig stammer fra historien om Tordenskjold, der i forbindelse med slaget ved Carlstens fæstning i Marstrand i Sverige lod sine få besætningsmedlemmer og soldater marchere i ring i byen, således at det så ud som om han havde flere soldater, end han rådede over.
Udtrykket bruges i dag, når en gruppe personer går igen i mange sammenhænge, eksempelvis i politik, når en regering dannes af flere tidligere ministre, eller bestyrelsesposter i flere virksomheder besættes af de samme og i foreninger/til arrangementer hvor det er den samme kreds af personer som bærer opgaven.